# Rubus xanthoneurus
Rubus xanthoneurus es una especie de planta del género Rubus, perteneciente a la familia Rosaceae.

## Taxonomía
Rubus xanthoneurus fue descrita por Wilhelm Olbers Focke en 1900.

## Distribución
Se encuentra en el territorio centro-sur y sudeste de China, y también en Tailandia.